# Teja Paku Alam
Teja Paku Alam (sinh ngày 14 tháng 9 năm 1994) là một cầu thủ bóng đá người Indonesia hiện tại thi đấu ở vị trí thủ môn cho Persib Bandung ở Liga 1.

## Danh hiệu

### Danh hiệu quốc gia
Indonesia
- Giải vô địch bóng đá Đông Nam Á 2016: Á quân (1)

### Câu lạc bộ
Sriwijaya FC
- - Indonesia President's Cup: 2018 3rd place